# Jon Hall
Jon "Maddog" Hall é um engenheiro de software, empresário e diretor executivo estadunidense.
É diretor do conselho Linux Professional Institute, e diretor executivo da empresa OptDyn, criador do programa de computador Subutai, que utiliza a nuvem p2p privada e segura.
O apelido "cachorro louco" (do inglês maddog) lhe foi dado por alunos da Hartford State Technical College, onde era então chefe do Departamento de Ciência da Computação. Ele simpatizou com o apelido e, afirma que a origem "vem de um tempo em que eu tinha pouco controle sobre o meu temperamento.".
Jon trabalha com informática desde 1969, trabalhou para a Western Electric Corporation, Aetna Life and Casualty, Bell Laboratories, Digital Equipment Corporation, VA Linux Systems, e SGI. Foi CTO e embaixador da Koolu e Diretor Executivo da Linux International, uma associação sem fins lucrativos de empresas de grande relevância internacional na área de TI que desejam promover sistemas operacionais baseados em Linux.
Seu interesse no sistema operacional Linux surgiu na época em que trabalhava na Digital Equipment, tornando-se um fundamental apoiador de Linus Torvalds, ajudando-o a conseguir equipamentos e recursos para completar seu primeiro porte, uma versão do Linux para a plataforma Alpha da Digital. Iniciando no estado de New Hampshire, onde reside, um Grupo de Usuário Linux (a placa do carro de Hall é UNIX).
Jon Hall também é membro dos conselhos de várias empresas e organizações não governamentais, incluindo a Associação USENIX. Ele é reconhecido na comunidade de desenvolvedores e uma figura respeitada no movimento do software livre. No UK Linux and Open Source Awards 2006 ele recebeu um Prêmio de Reconhecimento para Toda a Vida por seus serviços à comunidade de Código Fonte Aberto. Hall possui mestrado em Ciência da Computação pelo Rensselaer Polytechnic Institute (1977) e um Bacharelado em Comércio e Engenharia pela Drexel University (1973).
Maddog é um orador excepcional, que contagia seus ouvintes através do seu carisma pessoal e de analogias e exemplos que encantam o público. Em 26 de junho de 2012, em uma homenagem a Alan Turing, revelou ser homossexual.
Maddog participou, da maioria das edições, dos eventos brasileiros como: Campus Party, FISL - Fórum Internacional do Software Livre, Semana da Computação - UFBA, Latinoware, entre outros relacionados ao Software Livre. Em 2018 esteve na 9ª SECOMP UFSCar (Semana Acadêmica de Computação da Universidade Federal de São Carlos) e na V SEnEC (Semana de Engenharia Elétrica e de Computação) da Escola Politécnica da Universidade de São Paulo, palestrando aos universitários sobre o assunto.